# Episodi de La casa del guardaboschi (quindicesima stagione)
La quindicesima stagione della serie televisiva La casa del guardaboschi è in onda dal 29 ottobre 2004 al 28 gennaio 2005 sul canale ZDF.
| nº | Titolo originale            | Titolo italiano | Prima TV Germania | Prima TV in italiano |
| -- | --------------------------- | --------------- | ----------------- | -------------------- |
| 1  | Lebensträume                |                 | 29 ottobre 2004   |                      |
| 2  | Auf Sand gebaut             |                 | 5 novembre 2004   |                      |
| 3  | Biofieber                   |                 | 12 novembre 2004  |                      |
| 4  | Schürfwunde                 |                 | 19 novembre 2004  |                      |
| 5  | Herzenswunsch               |                 | 26 novembre 2004  |                      |
| 6  | Erblast                     |                 | 3 dicembre 2004   |                      |
| 7  | Schmutzige Geschäfte        |                 | 10 dicembre 2004  |                      |
| 8  | Schlechter Scherz           |                 | 17 dicembre 2004  |                      |
| 9  | Moritz                      |                 | 7 gennaio 2005    |                      |
| 10 | Gefährliche Wette           |                 | 14 gennaio 2005   |                      |
| 11 | Giftmüll                    |                 | 21 gennaio 2005   |                      |
| 12 | Nur Fliegen ist schöner ... |                 | 28 gennaio 2005   |                      |